# Чатем (архипелаг)

Неофициальный флаг архипелага Чатем

Ча́тем (англ. Chatham Islands, маори Wharekauri) — архипелаг, расположенный приблизительно в 680 км к юго-востоку от основной части Новой Зеландии.
На островах введён особый часовой пояс, отличающийся на 45 минут от времени в Новой Зеландии.
С 1832 года архипелаг объявлен территорией Новой Зеландии. Архипелаг находится в непосредственном управлении специального органа — англ. Area Outside Territorial Authority и имеет статус специальной территориальной единицы.

## География
В состав архипелага входят 10 островов, из которых только два сравнительно крупные — Чатем (43°53′ ю. ш. 176°31′ з. д.) и Питт (44°18′ ю. ш. 176°13′ з. д.).
Только эти два острова обитаемы. Общая площадь архипелага — 966 км².

### Состав архипелага

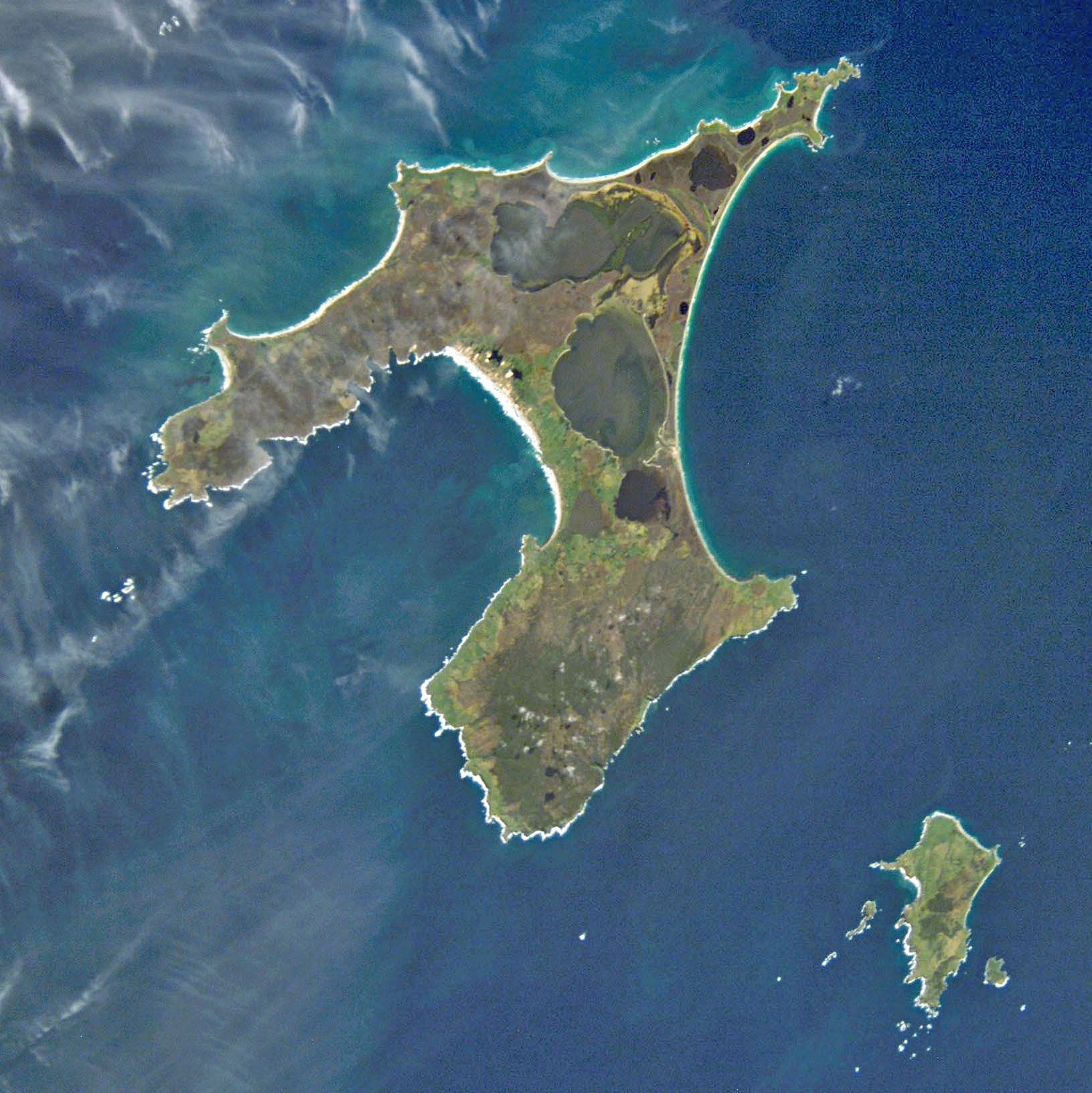
Архипелаг Чатем (спутниковая съемка). Остров Чатем самый большой, остров Питт второй по величине, и остров Саут-Ист (Рангатира) меньший справа от Питта

- Чатем (900 км²)
- Питт (62 км²)
- Малый Мангере (0,15 км²)
- Мотухопе (0,12 км²)
- Мотухара (0,01 км²)
- Мангере (1,13 км²)
- Рангатира (2,18 км²)
- Систерс
- Касл

### Климат
Климат архипелага сырой и ветреный. Зимой средняя температура составляет около 6 °C, летом — около 14 °C. Уровень осадков — около 900 мм в год. Лучшее время для визита — с сентября по март.

## Население
Считается, что острова были заселены ещё в 1000 году нашей эры.
Население архипелага составляет 600 жителей (2013), из которых 264 являются потомками европейцев, 336 — маори (потомки воинов маори, завоевавших архипелаг в 1835 году) и мориори (коренные жители архипелага, частично смешавшиеся с европейцами).
Административный центр архипелага — поселение Уаитанги, в котором проживает около 200 человек.